# Molly Price
Molly Evan Price (North Plainfield (New Jersey), 15 december 1966) is een Amerikaanse actrice.

## Biografie
Price heeft haar high school doorlopen aan de North Plainfield High School in haar geboorteplaats North Plainfield (New Jersey), en haalde in 1984 haar diploma. Hierna ging zij studeren aan de Rutgers-universiteit in New Brunswick (New Jersey). 
Price begon in 1991 met acteren in de televisieserie Law & Order. Hierna heeft zij nog meer rollen gespeeld in televisieseries en films zoals Pushing Tin (1999), Third Watch (1999-2005), The Life Before Her Eyes (2007), Bionic Woman (2007) en What Goes Up (2009).
Price is in 2001 getrouwd en heeft hieruit een zoon (november 2003). Haar hobby's zijn lezen, boksen en koken. Met haar laatste hobby heeft zij een nieuw carrière gestart, zij heeft op Block Island Rhode Island een sandwichwinkel geopend met de naam Three Sisters.

## Filmografie

### Films
- 2025: The History of Sound - als Lionels moeder
- 2024: Babygirl - als Mrs. Holbrook
- 2014: Irreversible - als Rose
- 2014: God's Pocket - als Joanie
- 2013: The Devil You Know - als Edie Fontaine
- 2012: Not Fade Away - als Antoinette
- 2011: The Good Doctor – als mrs. Nixon
- 2010: How Do You Know – als coach Sally
- 2009: What Goes Up – als Donna Arbetter
- 2009: Devil You Know – als Edie Fontaine
- 2007: The Life Before Her Eyes – als moeder van Diana
- 2001: Just Visiting – als lerares
- 2001: The Sleepy Time Gal – als collega van Rebecca
- 2001: Cugini – als Dove Cunningham
- 2000: Chasing Sleep – als Susie
- 1999: Random Hearts – als Alice Beaufort
- 1999: Sweet and Lowdown – als Ann
- 1999: Pushing Tin – als Crystal Plotkin
- 1998: Saint Maybe – als Clara
- 1997: Kiss Me, Guido – als Meryl
- 1997: Ties to Rachel – als Leah
- 1995: The Shamrock Conspiracy
- 1994: Risk – als Nikki
- 1994: The Counterfeit Contessa – als Margo
- 1992: Jersey Girl – als Cookie

### Televisieseries
Uitgezonderd eenmalige gastrollen.
- 2024 - 2025: Elsbeth - als detective Donnelly - 7 afl.
- 2019 - 2020: Almost Family - als rechter - 5 afl.
- 2018 - 2019: Queen America - als Katie Ellis - 9 afl.
- 2018: The Good Cop - als kapitein - 2 afl.
- 2017: Bloodline - als Mia - 3 afl.
- 2017: The Path - als Libby Dukan - 4 afl.
- 2017: Feud - als Harriet Aldrich - 3 afl.
- 2014 - 2015: The Knick - als Effie Barrow - 8 afl.
- 2015: Happyish - als Bella - 6 afl.
- 2015: The Slap - als Fiona - 2 afl.
- 2013: Deception - als ?? - 2 afl.
- 2012: Shameless - als Dottie Corones - 2 afl.
- 2007: Bionic Woman – als Ruth Treadwell – 9 afl.
- 2007: Without a Trace – als Emily Reynolds – 2 afl.
- 1999 – 2005: Third Watch – als Faith Yokas – 120 afl.
- 1999 – 2002: Sex and the City – als Susan Sharon – 2 afl.
- 1995 – 1996: Bless This House – als Phyllis – 16 afl.

- Library of Congress Control Number: no2001056881
- Virtual International Authority File: 315533752
- WorldCat: E39PBJrKWxTpmbk9CvGGKWM9Dq